# Shannon McCallum
Shannon McCallum (ur. 20 sierpnia 1987) – amerykańska koszykarka występująca na pozycjach rzucającej oraz niskiej skrzydłowej, obecnie zawodniczka rosyjskiej Kozanoczki.

## Osiągnięcia
Stan na 21 kwietnia 2017, na podstawie, o ile nie zaznaczono inaczej.
NCAA
- Uczestniczka turnieju NCAA (2009)
- Mistrzyni turnieju konferencji Atlantic 10 (2009)
- Najlepsze rezerwowa konferencji A-10 (2009)
- Zaliczona do:
  - I składu:
    - defensywnego konferencji A-10 (2010, 2011)
    - turnieju:
      - WNIT (2011)
      - A-10 (2009)

  - II składu Atlantic 10 (2010, 2011)
  - składu honorable mention A-10 (2009)

Drużynowe
- Wicemistrzyni Islandii (2013)[3]
- Finalistka pucharu Szwajcarii (2012)[4]

Indywidualne
- MVP Final Four Ligi Adriatyckiej (2015)
- Defensywna zawodniczka roku ligi włoskiej (2014 według eurobasket.com)[5]
- Najlepsza zawodniczka występująca na pozycji obronnej (2013 według eurobasket.com)[5]
- Zaliczona do (przez eurobasket.com):
  - I składu:
    - ligi:
      - włoskiej (2014, 2015)[5][6]
      - szwajcarskiej (2012)[4]
      - islandzkiej (2013)[3]

    - zawodniczek zagranicznych ligi:
      - włoskiej (2014, 2015)[5][6]
      - szwajcarskiej (2012)[4]
      - islandzkiej (2013)[3]

  - składu Honorable Mention ligi polskiej (2016)
- Uczestniczka meczu gwiazd ligi włoskiej (2014)[5]
- Liderka PLKK w przechwytach (2016)[7]